# Чемпионат Австрии по кёрлингу среди смешанных команд
Чемпионат Австрии по кёрлингу среди смешанных команд (нем. ÖCV Ergebnisse Staatsmeisterschafte, ÖSTM Mixed) — ежегодное соревнование австрийских смешанных команд по кёрлингу (команда должна состоять из двух мужчин и двух женщин; см. Смешанный кёрлинг). Проводится с 2005 года. Организатором является Ассоциация кёрлинга Австрии (нем. Österreichischer Curling Verband).
Победитель чемпионата получает право до следующего чемпионата представлять Австрию на международной арене как смешанная сборная Австрии.

## Годы и команды-призёры
Составы команд указаны в порядке: четвёртый, третий, второй, первый, запасной, тренер; cкипы выделены полужирным шрифтом.
(если неясно, какой из игроков является скипом, то как скип помечается игрок на четвёртой позиции)
| Год  | Город, арена, даты                                    | Золото | Серебро                                                                                                  | Бронза | Место на чемпионате                             | Место на чемпионате                             |
| Год  | Город, арена, даты                                    | Золото | Серебро                                                                                                  | Бронза | Европы                                          | мира                                            |
| 2005 | Кицбюэль, Curlinghalle Sportpark 14—16 октября        | KCC 2 Herbert Dalik, Margit Dalik, Dominik Bertsch, Magdalena Holzer, запасной: Constanze Ocker (Hummelt) | KCC 1 Роланд Куделка, Margit Holzer, Rupert Holzer, Эдельтрауд Куделка                                   | CC Traun 1 Макс Шагерль, Verena Schagerl (Hagenbuchner), Rainer Ammer, Jasmin Seidl                            | —                                               | —                                               |
| 2007 | Кицбюэль, Curlinghalle Sportpark 19—22 апреля         | KCC 2 Андреас Унтербергер, Клаудия Тот, Florian Huber, Constanze Ocker (Hummelt)                          | KCC 1 Роланд Куделка, Margit Holzer, Rupert Holzer, Эдельтрауд Куделка                                   | CC Traun 1 Günter Dressler, Rebecca Csenar (Seidl), Christopher Csenar, Karin Dressler (Trauner)               | 4                                               | —                                               |
| 2008 | Кицбюэль, Curlinghalle Sportpark 17—20 апреля         | CC Traun 1 Маркус Шагерль, Verena Schagerl (Hagenbuchner), Rainer Ammer, Jasmin Seidl                     | CC Traun 2 Christopher Csenar, Rebecca Csenar (Seidl), Günter Dressler, Karin Dressler (Trauner)         | KCC 1 Андреас Унтербергер, Клаудия Тот, Florian Huber, Constanze Ocker (Hummelt)                               | 15                                              | —                                               |
| 2009 | Кицбюэль, Curlinghalle Sportpark 27 февраля — 1 марта | KCC 1 Андреас Унтербергер, Клаудия Тот, Florian Huber, Constanze Ocker (Hummelt)                          | CC Traun 1 Маркус Шагерль, Verena Schagerl (Hagenbuchner), Rainer Ammer, Jasmin Seidl                    | CC Traun 2 Günter Dressler, Karin Dressler (Trauner), Gerald Raab, Elisabeth Trauner                           | 10                                              | —                                               |
| 2010 | Кицбюэль, Curlinghalle Sportpark 26—28 марта          | KCC 1 Карина Тот, Florian Huber, Constanze Ocker (Hummelt), Christian Roth, запасной: Клаудия Фишер       | CFÖ Markus Forejtek, Tina Forejtek (Sauerstein), Маркус Шмитт, Лилиана Шмитт                             | OCC 2 Peter Ponitzky, Andrea Purzner (Höfler), Felix Purzner, E. Stummerer, запасной: Markus Schmidt           | 6                                               | —                                               |
| 2011 | Кицбюэль, Curlinghalle Sportpark 11—13 февраля        | KCC 1 Клаудия Фишер, Christian Roth, Andrea Purzner (Höfler), Florian Huber                               | KCC 2 Карина Тот, Себастьян Вундерер, Constanze Ocker (Hummelt), Матиас Геннер, запасной: Мартин Райхель | CFÖ 2 Thomas Peichl, S. Peichl, Christian Los, B. Los                                                          | 5                                               | —                                               |
| 2012 | Кицбюэль, Curlinghalle Sportpark 24—26 февраля        | KCC 2 Карина Тот, Florian Huber, Constanze Ocker (Hummelt), Себастьян Вундерер, запасной: Матиас Геннер   | CFÖ 2 Markus Forejtek, Andrea Purzner (Höfler), Felix Purzner, Tina Forejtek (Sauerstein)                | KCC 1 Клаудия Фишер, Christian Roth, Marijke Reitsma, Nikolaus Gasteiger                                       | 4                                               | —                                               |
| 2013 | Кицбюэль, Curlinghalle Sportpark 28 февраля — 3 марта | KCC 1 Карина Тот, Себастьян Вундерер, Constanze Ocker (Hummelt), Матиас Геннер                            | KCC 3 Андреас Унтербергер, Вероника Хубер, Günter Huber, Anna Reiner, запасной: Эдельтрауд Куделка       | CC Traun 1 Маркус Шагерль, Verena Schagerl (Hagenbuchner), Rainer Ammer, Анна Вегхубер, запасной: Jasmin Seidl | 13                                              | —                                               |
| 2014 | Кицбюэль, Curlinghalle Sportpark 20—23 марта          | KCC 1 Карина Тот, Себастьян Вундерер, Constanze Ocker (Hummelt), Матиас Геннер                            | DCCL Маркус Шагерль, Verena Schagerl (Hagenbuchner), Rainer Ammer, Анна Вегхубер                         | OCC 1 Мартин Райхель, Andrea Purzner (Höfler), Felix Purzner, Marijke Reitsma                                  | 13                                              | —                                               |
| 2015 | Кицбюэль, Curlinghalle Sportpark 13—15 марта          | KCC 1 Карина Тот, Себастьян Вундерер, Constanze Ocker (Hummelt), Матиас Геннер                            | DCCL Маркус Шагерль, Verena Schagerl (Hagenbuchner), Rainer Ammer, Анна Вегхубер                         | OCC 1 Мартин Райхель, Andrea Purzner (Höfler), Felix Purzner, Marijke Reitsma                                  | —                                               | 25                                              |
| 2016 | Кицбюэль, Curlinghalle Sportpark 4—6 марта            | KCC 1 Карина Тот, Себастьян Вундерер, Constanze Ocker (Hummelt), Матиас Геннер                            | CFÖ Markus Forejtek, M. Egretzberger, Tina Forejtek (Sauerstein), Martin Egretzberger                    | OCC Gernot Higatzberger, Ханна Августин, Hubert Gründhammer, Celine Moser                                      | —                                               | 25                                              |
| 2017 | Кицбюэль, Curlinghalle Sportpark 3—5 марта            | OCC Андреас Унтербергер, Ханна Августин, Gernot Higatzberger, Celine Moser                                | DCCL Маркус Шагерль, Анна Вегхубер, Björn Eichinger, Jasmin Seidl                                        | KCC Lukas Kirchmair, Sara Haidinger, Martin Seiwald, Chiara Puchinger                                          | —                                               | 36                                              |
| 2018 | Кицбюэль, Curlinghalle Sportpark 8—21 марта           | KCC 2 Вероника Хубер, Йонас Бакофен, Эдельтрауд Куделка, Флориан Мавек                                    | KCC 1 Lukas Kirchmair, Chiara Puchinger, Martin Seiwald, Verena Pflügler                                 | CC Traun Günter Dressler, Karin Dressler (Trauner), Gerald Raab, Elisabeth Trauner                             | —                                               | 28                                              |
| 2019 | Кицбюэль, Curlinghalle Sportpark 7—10 марта           | DCCL Маркус Шагерль, Schager (Hagenbuchner) Verena, Björn Eichinger, Анна Вегхубер                        | OCC Андреас Унтербергер, Ханна Августин, Gernot Higatzberger, C. Kramlinger                              | KCC Lukas Kirchmair, Chiara Puchinger, Мартин Райхель, Iris Yudan                                              | —                                               | 32                                              |
| 2020 | Кицбюэль, Curlinghalle Sportpark 5—8 марта            | OCC Андреас Унтербергер, Ханна Августин, Gernot Higatzberger, Astrid Pflügler                             | KCC 1 Карина Тот, Себастьян Вундерер, Constanze Ocker (Hummelt), Мартин Райхель                          | KCC 2 Флориан Мавек, Jill Witschen, Sean Purcell, Johanna Höss                                                 | —                                               | —                                               |
| 2021 | чемпионат не проводился из-за пандемии COVID-19       | чемпионат не проводился из-за пандемии COVID-19                                                           | чемпионат не проводился из-за пандемии COVID-19                                                          | чемпионат не проводился из-за пандемии COVID-19                                                                | чемпионат не проводился из-за пандемии COVID-19 | чемпионат не проводился из-за пандемии COVID-19 |

- «KCC» — кёрлинг-клуб Kitzbühel CC (Кицбюэль);
- Состав сборной на чемпионате Европы/мира может не совпадать с составом команды-чемпиона; чемпионаты Европы проходили, а затем чемпионаты мира проходят осенью того же года.